# Ngựa Marwari
Ngựa Marwari hay Malani là một giống ngựa quý hiếm từ vùng Marwar (hoặc Jodhpur) của Ấn Độ. Được biết đến với vành tai hướng vào trong, nó có màu sắc tất cả các kiểu, mặc dù các mẫu pinto có xu hướng phổ biến nhất với người mua và người tạo giống. Nó được biết đến với sự cứng rắn của nó, và khá giống với ngựa Kathiawari, một giống Ấn Độ khác từ vùng Kathiawar ở tây nam Marwar. Nhiều thành viên giống thể hiện dáng đi tự nhiên. Ngựa Marwari có nguồn gốc từ ngựa bản địa Ấn Độ lai với ngựa Ả Rập, có thể với một số ảnh hưởng của ngựa Mông Cổ. Các Rathores là nhà cai trị truyền thống của vùng Marwar ở miền tây Ấn Độ, là người đầu tiên lai tạo Marwari. Bắt đầu từ thế kỷ XII, họ tán thành việc chăn nuôi nghiêm ngặt thúc đẩy sự thuần chủng và cứng cỏi, mạnh mẽ của giống ngựa này.
Được sử dụng trong suốt lịch sử như một con ngựa kỵ binh của người dân vùng Marwar, Marwari được ghi nhận về sự trung thành và dũng cảm trong trận chiến. Giống ngựa này bị suy thoái trong thập niên 1930, khi thực hành quản lý kém dẫn đến giảm chất lượng giống, nhưng ngày nay đã lấy lại được sự phổ biến. Các con ngựa Marwari được sử dụng cho công việc như một con ngựa kéo hạng nhẹ và công việc nông nghiệp, cũng như ngựa cưỡi và ngựa thồ. Năm 1995, một Hiện hội giống được thành lập cho giống Marwari ở Ấn Độ. Việc xuất khẩu Marwari đã bị cấm trong nhiều thập kỷ, nhưng từ năm 2000 đến 2006, một số lượng nhỏ xuất khẩu được cho phép. Từ năm 2008, thị thực cho phép du lịch tạm thời của những con ngựa giống Marwari bên ngoài Ấn Độ đã có sẵn với số lượng nhỏ.